# NGC 7483
NGC 7483 ist eine Balken-Spiralgalaxie vom Hubble-Typ SBa im Sternbild Fische. Sie ist schätzungsweise 227 Millionen Lichtjahre von der Milchstraße entfernt.
Das Objekt wurde am 18. September 1830 von John Herschel entdeckt.